# San Juan Atenco
San Juan Atenco är en kommun i Mexiko.   Den ligger i delstaten Puebla, i den sydöstra delen av landet, 170 km öster om huvudstaden Mexico City.
Följande samhällen finns i San Juan Atenco:
- Tres Cruces Ocotepec